# Gab
Gab — англоязычная социальная сеть, известная прежде всего как площадка для право-радикальных сообществ. Gab описывается как социальная сеть, терпимая к разным экстремистским группам, и как безопасная зона для сообществ, которые были бы ограничены или заблокированы в других социальных сетях. Многие группы, состоящие в Gab, можно охарактеризовать как неонацистские, сторонники превосходства европеоидной расы («белых») и альтернативные правые. Было выявлено, что Gab является в целом излюбленной площадкой для людей с консервативными, либертарианскими, националистическими и популистскими взглядами. Сайт позволяет каждому пользователю пересылать сообщение до 3000 другим пользователям, которые называются «гэбы».

## История
Свою работу Gab начала в 2016 году как альтернатива социальной сети Twitter.
Социальная сеть стала объектом пристального внимания после того как в октябре 2018 года Роберт Грегори Бауэрс устроил стрельбу в синагоге в Питтсбурге. До теракта, Бауэрс рассказывал в Gab о своих намерениях устроить стрельбу, а также публиковал множество других антисемитских сообщений с призывом к расправе. После волны критики, Gab временно приостановил свою работу.
Gab имеет свои мобильные приложения для операционных систем Android и iOS, которые однако вскоре были удалены с официальных магазинов.
В феврале 2019 года Gab запустил Dissenter, расширение для браузера и веб-сайт, который позволяет пользователям Gab комментировать контент, размещённый на любом веб-сайте. Он был разработан, чтобы позволить своим пользователям избегать практики модерирования веб-сайтов, которая иногда включает удаление отдельных комментариев или удаление или отключение разделов комментариев в целом. В апреле 2019 года Dissenter был удалён с веб-сайта дополнений Firefox и из Интернет-магазина Chrome за нарушение их правил.
В июне 2020 года компания Visa заблокировала все личные счета Эндрю Торба и членов его семьи..
В январе 2021 года, Gab был одной из социальных сетей, которые использовались при планировании захвата Капитолия США. У президента США Дональда Трампа и некоторых других известных американских политиков-консерваторов были заблокированы аккаунты в Twitter и Facebook. Вследствие этого Gab испытал большой приток новых пользователей: по заявлению Торбы, трафик вырос на 40 %.

## Описание
Сама социальная сеть позиционирует себя как площадка, где гарантированна полная свобода слова и свобода информации. Эндрю Торба, создатель сети характеризовал свободу слова как возможность шутить о расе, религии, этносе или сексуальной ориентации, создавать о них интернет-мемы, или же подвергать критике. Торба заметил также, что создание социальной сети — это ответ на постоянные попытки крупных социальных сетей, таких как Facebook и Twitter блокировать политически неугодные «левой идеологии» сообщества.
Основная демографическая аудитория Gab — это мужчины и юноши, белые американцы, австралийцы, новозеландцы и англоязычные европейцы. Сайт популярен среди исповедующих консервативные, религиозные или националистические взгляды. Сообщества также широко известны в англоязычном интернете своими явными расистскими, антисемитскими, женоненавистническими и гомофобными взглядами.
По меньшей мере 35 % пользователей Gab подписаны на аккаунты людей, признанных Антидиффамационной лигой экстремистами. При этом из 36 человек, включённых АДЛ в список активистов альт-райт и альт-лайт, 61 % имел аккаунты в Gab. Многие пользователи также являются активными сторонниками пиццагейт, геймергейт и выступают интернет-троллями на других социальных площадках. Единственные запреты выражаются в недопустимости призывов к насилию, пропаганде терроризма, выкладывании детской порнографии, скрытой порнографии и спаме.
По состоянию на декабрь 2018 года, в Gab было зарегистрировано 850 000 пользователей, в период с 9 по 16 января 19 526 публиковали хотя бы один раз новый контент. На сайте свою деятельность проявляют также видные праворадикальные фигуры как Майло Яннопулос, Ричард Спенсер, Майк Чернович и Алекс Джонс. Помимо прочего, свои новости на сайте публикуют такие праворадикальные новостные издания как Breitbart News и InfoWars.